# 怦然心動 (AOA歌曲)
《怦然心動》（韓語：심쿵해）為韩国女子音樂組合AOA的一首單曲，也是她們的第三張迷你專輯《怦然心動》之主打單曲，此單曲由FNC娛樂於2015年6月22日發行。

## 發行背景
2015年6月上旬，AOA的經紀公司FNC娛樂公司韓勝浩社長透過官方網站對外表示AOA以六月中旬回歸為目標，進行新專輯的準備工作當中。6月7日，AOA透過臉書官方粉絲團公開印有團隊新LOGO圖案的黃色衣服並將手擺成心型的照片，引起粉絲熱議。隔週，AOA透過官方YouTube頻道釋出《怦然心動》首波預告，成員在預告中統一穿著黃色的運動服，拿著袋棍球球棍登場，並以強烈的節奏展現自信。翌日，AOA透過臉書官方粉絲團公開新輯團體概念照，以親暱的互動與擁抱，展現出姊妹淘般的情感與友誼。6月17日，AOA釋出《怦然心動》第二波預告，成員在預告中穿著粉色的運動服並伴隨律動十足、喊著 AOA 團名的音樂。在回歸前三日，AOA透過官方YouTube頻道釋出正式版音樂錄影帶的預告，在預告當中帶有強烈有力的節奏與果敢性感的魅力。同時，FNC娛樂對外表示，AOA此次新輯將發布中日韓三語言版本。

## 發行與銷售
| 語言   | 日期          | 形式     | 發行公司 |
| ------ | ------------- | -------- | -------- |
| 韓語版 | 2015年6月22日 | 數位下載 | FNC娛樂  |
| 韓語版 | 2015年6月22日 | CD       | FNC娛樂  |
| 日語版 | 2015年7月29日 | CD       | 環球唱片 |
| 華語版 | 2015年7月31日 | 數位下載 | 華納音樂 |

| 榜單名稱（2015年）       | 最高排名 |
| ------------------------ | -------- |
| Gaon数字榜               | 2        |
| Gaon每週專輯榜           | 2        |
| Gaon每週串流榜           | 2        |
| Gaon單曲下載榜           | 4        |
| Oricon公信榜單週單曲排行 | 6        |

## 爭議
在黃金漁場 Radio Star中，AOA成員智珉被指對前輩Super Junior成員圭賢不禮貌。在該節目片段中，智珉提及新輯《怦然心動》在《Show! 音樂中心》奪冠的狀況，但因為敬語的關係被指態度不佳，不尊重已出道十年的前輩，引起粉絲之間的爭論。

## 外部連結
- YouTube上的《怦然心動》韓語版音樂錄影帶
- YouTube上的《怦然心動》日語版音樂錄影帶
- YouTube上的《怦然心動》華語版音樂錄影帶